# 1236
- Wikisource

| Calendário gregoriano                                                        | 1236 MCCXXXVI                                         |
| Ab urbe condita                                                              | 1989                                                  |
| Calendário arménio                                                           | 685 – 686                                             |
| Calendário bahá'í                                                            | -608 – -607                                           |
| Calendário budista                                                           | 1780                                                  |
| Calendário chinês                                                            | 3932 – 3933 Início a 9 de fevereiro (aproximadamente) |
| Calendário copta                                                             | 952 – 953                                             |
| Calendário etíope                                                            | 1228 – 1229                                           |
| Calendários hindus - Vikram Samvat - Calendário nacional indiano - Cáli Iuga | 1291 – 1292 1157 – 1158 4336 – 4337                   |
| Calendário Holoceno                                                          | 11236                                                 |
| Calendário islâmico                                                          | 633 – 634                                             |
| Calendário judaico                                                           | 4996 – 4997                                           |
| Calendário persa                                                             | 614 – 615                                             |
| Calendário rúnico                                                            | 1486                                                  |
| Calendário solar tailandês                                                   | 1779                                                  |

1236 (MCCXXXVI, na numeração romana) foi um ano bissexto do século XIII do Calendário Juliano, da Era de Cristo, e as suas letras dominicais foram  F e E (52 semanas), teve início a uma terça-feira e terminou a uma quarta-feira.
| Ano completo                          |
| ------------------------------------- |
| Ano bissexto com início à terça-feira |

## Eventos
- Região do Rio Volga conquistada pelos mongóis, liderados por Batu Khan.

## Mortes
- 15 de novembro - Lope Díaz II de Haro, foi o 11.º Senhor da Biscaia, n. 1170.
- 29 de julho - Ingeborg da Dinamarca, filha de Valdemar I da Dinamarca, e rainha consorte de Filipe II de França.